# Revenge Body
Revenge Body est une émission de télévision américaine présentée par Khloé Kardashian, diffusée hebdomadairement du 12 janvier 2017 au 25 août 2019 sur E!.
En France, l'émission est diffusée sur E! France puis elle est rediffusée hebdomadairement tous les samedis depuis le 6 juillet 2019 sur TFX.

## Principe
L'émission met en vedette deux personnes dans chaque épisode qui se métamorphosent en faisant appel à des coachs personnels et à des stylistes, où finalement elles obtiennent une « transformation majeure à l'intérieur et à l'extérieur de soi »,.

## Production
Un numéro spécial a été diffusé le 23 novembre 2016.
Le 18 avril 2017, E! a renouvelé l'émission pour une deuxième saison qui a débuté le 7 janvier 2018.
Le 3 mai 2019, E! a renouvelé l'émission pour une troisième saison, dont un premier numéro a eu lieu le 7 juillet 2019,.

## Émissions
| Saison | Saison | Émission | États-Unis      | États-Unis    |
| Saison | Saison | Émission | Début de saison | Fin de saison |
| ------ | ------ | -------- | --------------- | ------------- |
|        | 1      | 8        | 12 janvier 2017 | 2 mars 2017   |
|        | 2      | 8        | 7 janvier 2018  | 4 mars 2018   |
|        | 3      | 8        | 7 juillet 2019  | 25 août 2019  |

## Diffusions internationales
Sur le plan international, l'émission est diffusée simultanément en Australie, sur les continents Européens et Asiatique, dont la première diffusion américaine est le 13 janvier 2017 aux réseaux locaux de télévision E!.